# Tefrocronologia
Tefrocronologia é uma técnica geocronológica que utiliza camadas discretas de piroclasto—cinza vulcânica de uma única erupção—para criar uma estrutura cronológica na qual registros paleoambientais ou arqueológicos podem ser situados. Tais eventos estabelecidos proveem um "horizonte piroclástico". Cada evento vulcânico tem uma única "impressão digital" química que acredita-se serem identificáveis em seus derrames.
As principais vantagens da técnica são que as camadas de cinza vulcânica podem ser relativamente fáceis de serem identificadas em muitos sedimentos e que as camadas de piroclasto são depositadas de forma relativamente instantânea em uma vasta área. Isto significa que elas proveem marcadores de tempo acuradas as quais podem ser usadas para verificar ou corroborar outras técnicas de datação, relacionando sequências grandemente separadas em localização em uma cronologia unificada que relaciona sequências climáticas e eventos.
Tefrocronologia requer acuradas impressões geoquímicas (usualmente via uma microsonda de elétrons). Um importante avanço recente é o uso de LA-ICP-MS (i.e. ablasão por laser ICP-MS) para medir abundâncias de traços de elementos em fragmentos piroclásticos individuais. Um problema em tefrocronologia é que a química de piroclastos pode alterar-se com o tempo, em especial para piroclastos basálticos.
Os primeiros horizontes piroclásticos foram identificados com o piroclasto Saksunarvatn (origem islandesa, aproximadamente 10,2 mil anos), formando um horizonte no último Pré-Boreal da Europa do Norte, a cinza Vedde (também islandesa na origem, aproximadamente 12,0 anos) e o piroclasto Laacher See (no campo vulcânico Eifel, aproximadamente 12,9 mil anos). Os principais vulcões que tem sido usados em estudos tefrocronológicos incluem Vesúvio, Hekla e Santorini. Eventos vulcânicos menores podem também deixar suas marcas no registro geológico: vulcão Hayes é responsável por uma série de seis camadas piroclásticas principais na região do Golfo de Cook no Alasca. Horizontes piroclásticos proveem uma checagem síncrona contra a qual se relacionam as reconstruções paleoclimáticas que são obtidas de registros terrestres, como estudos de pólen fóssil (palinologia), de varvas em sedimentos de lagos ou de depósitos marinhos e registros em gelo, e estendem-se aos limites da datação por radiocarbono.
Um pioneiro no uso de camadas piroclásticas como horizontes marcadores para estabelecer cronologia foi Sigurdur Thorarinsson, que iniciou por estudar as camadas que encontrou em sua terra natal, a Islândia. Desde os anos 1990, técnicas desenvolvidas por Chris S. M. Turney (QUB, Belfast) e outros por extrair horizontes piroclásticos invisíveis a olho nu ("criptopiroclasto") tem revolucionado a aplicação da tefrocronologia. Esta técnica depende da diferença entre a densidade dos fragmentos de micropiroclasto e sedimentos da matriz hospedeira. Ela levou à primeira descoberta na cinza Vedde sobre a região da Bretanha, na Suécia, nos Países Baixos, no lago Soppensee na Suíça e em dois locais no Istmo da Carélia na Rússia Báltica.
Foram também reveladas anteriormente camadas não detectadas de cinzas, tais como o piroclasto de Borrobol primeiramente descoberto no norte da Escócia, datado de aproximadamente 14,4 mil anos, os horizontes de micropiroclasto de geoquímica equivalente do sul da Suécia, datados em aproximadamente 13,9 mil anos, da idade da varva de Cariaco e da noroeste da Escócia, datados em aproximadamente 13.6 mil anos.